# ISAP
I.S.A.P. — акроним Афино-Пирейских электрических железных дорог (греч. Η.Σ.Α.Π., Ηλεκτρικοί Σιδηρόδρομοι Αθηνών - Πειραιώς, Ilektrikoi Sidirodromoi Athinon - Pireos) электрифицированная система пассажирского транспорта в Афинах.
В июне 2011 года произошло слияние компаний Η.Σ.Α.Π., Α.Μ.Ε.Λ. и ΤΡΑΜ Α.Ε. с образованием компании Σταθερές Συγκοινωνίες Α.Ε. (ΣΤΑ.ΣΥ Α.Ε., Urban Rail Transport S.A., STASY S.A.), подразделения Οργανισμός Αστικών Συγκοινωνιών Αθηνών (Ο.Α.Σ.Α. Α.Ε., Athens Urban Transport Organisation S.A., OASA S.A.).

## История

### Афино-Пирейская железная дорога

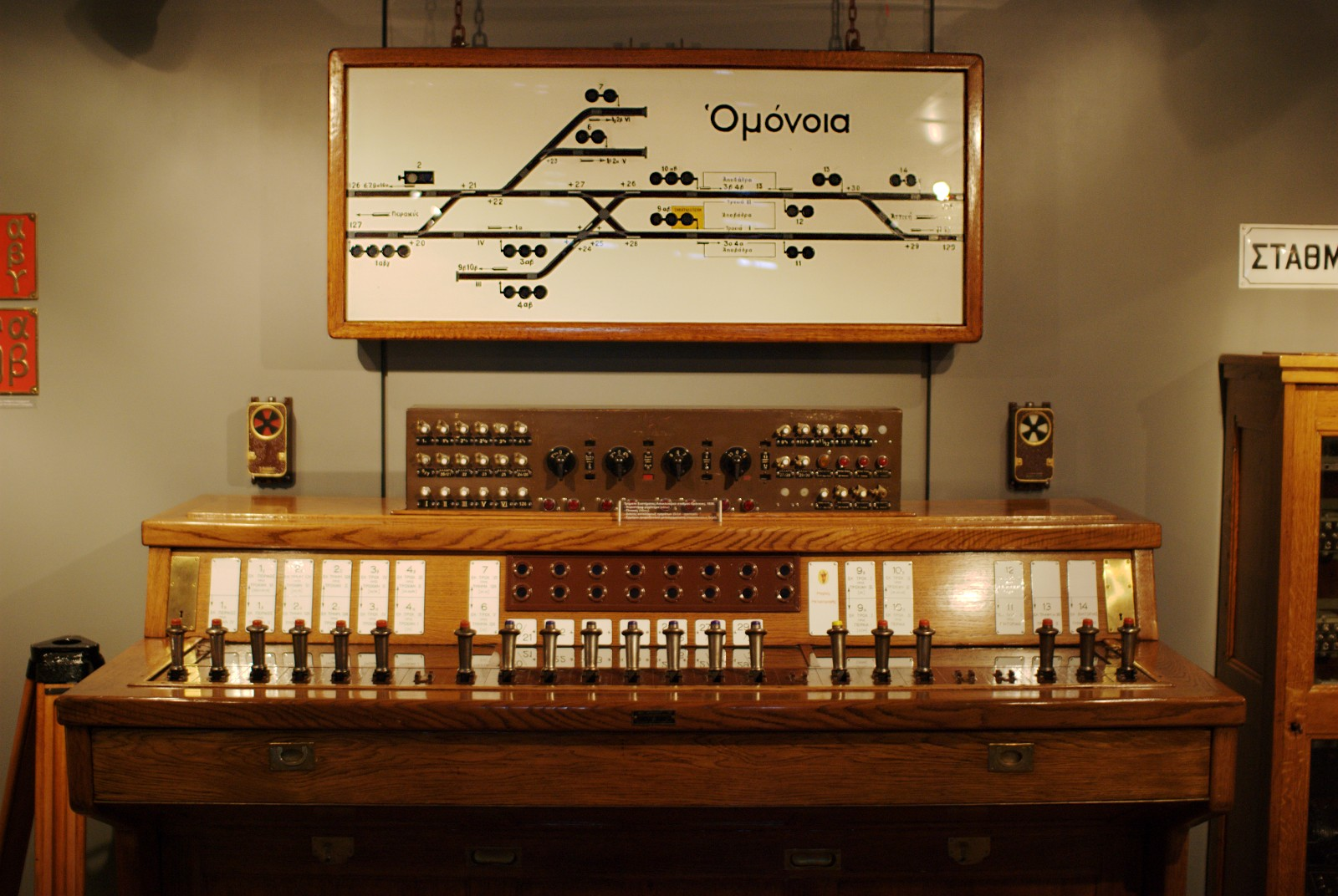
Старый пульт сигнализации станции метро «Омония», экспонируется в музее ISAP

Линия была открыта 27 февраля 1869 года в качестве паровозной железной дороги, соединяющей Афины и порт Пирей, и эксплуатировалась системой Афино-Пирейских железных дорог (S.A.P. греч. Σ.Α.Π.). Это была четвёртая по счёту линия метрополитена в мире, и в виду важности данного события на церемонии открытия присутствовали королева Ольга и премьер-министр Трази́бул Заи́мис. В будние дни на линии эксплуатировалось 8 поездов, в выходные — 9.
В 1874 году Афино-Пирейская линия была выкуплена Промышленным кредитным банком (греч. Τράπεζα Βιομηχανικής Πίστεως). Вскоре линия была продлена до Площади Омония, проходка линии велась открытым наземным способом.
В 1904 году линия была электрифицирована постоянным током напряжением 600 вольт, питание на поезда подавалось через третий рельс. Современная линия питается напряжением 750 вольт постоянного тока.

### Греческие электрические железные дороги
В 1926 году линия была выкуплена компанией Power and Traction Finance Ltd и названа Греческие электрические железные дороги (E.I.S., Ellinikoi Ilektrikoi Sidirodromoi греч. Ε.Η.Σ., Ελληνικοί Ηλεκτρικοί Σιδηρόδρόμοι).
1 января 1976 года линия была национализирована и названа I.S.A.P.

## Сеть и станции

### Сеть
Современная сеть I.S.A.P. соединяет Пирей с северным пригородом Кифиссьей. Первоначально разработанная для паровой тяги линия проходит в основном под землёй. Колея рельс составляет 1435 мм, питание поездов осуществляется постоянным током напряжением 750 вольт через третий рельс, подобным образом в Афинском метро электрифицирована Линия 2 и 3.
Из Пирея линия проложена до прибрежной зоны Фалиро, затем параллельно главной дороге связывающей Афины и Пирей на север, до станции «Тисси́о». Между станциями «Монастыра́ки» и «Аттики́» линия проложена подземным способом. На станции «Монастыра́ки» расположен пересадочный узел на линию 3, а на станциях «Омо́ния» и «Аттики́» на линию 2.

## Подвижной состав

### Паровозы
В ранний период (1869—1904) на линии использовалось 22 шестивагонных состава производства британских компаний Hudswell-Clarke и Sharp-Stewart.

### Первое поколение электропоездов
После электрификации в 1904 году на линии начали использовать электропоезда. Они подразделялись на партии (поставки). Вагоны первых четырёх партий имели деревянный корпус. В настоящее время сохранился лишь один состав из двух деревянных поездов, используемый на торжественных мероприятиях.
| Партия | Год       | Комментарии | Изображение |
| ------ | --------- | --- | ----------- |
| 1-я    |           | Буксировочный локомотив                                                                                                  |             |
| 2-я    | 1904      | 40 вагонов (20 модели DM и 20 модели T), построены на заводе Thomson Houston/Desouches David & Cie. Списаны в 1985 году. |             |
| 3-я    | 1914      | 9 вагонов, построены на заводе Baume Marpent/Desouches David & Cie. Списаны в 1985 году.                                 |             |
| 4-я    | 1923      | 12 вагонов конструкции Baume Marpent, построены на заводе Piraeus Works. Списаны в 1985 году.                            |             |
| -      | 1947-1948 | Ремонт и модернизация устаревшего подвижного состава                                                                     |             |

Электропоезда первого поколения были пронумерованы следующим образом:
| Обозначение | Количество | Тип |
| ----------- | ---------- | --- |
| A1 — A11    | 11         | DT  |
| Γ417 — Γ427 | 11         | DT  |
| F411 — F428 | 18         | T   |
| B601 — B621 | 21         | DM  |
| Всего       | 61         |     |

### Второе поколение электропоездов
Поезда пятой (1951), шестой (1958) и седьмой (1968) партии были построены на заводе Siemens-MAN и имели стальной корпус. Поезда также были оборудованы сцепками Шарфенберга.
| Партия | Год       | Конфигурация     | Тип | Нумерация | Комментарии                                                                                  | Изображение |
| ------ | --------- | ---------------- | --- | --------- | -------------------------------------------------------------------------------------------- | ----------- |
| 5-я    | 1951      | DM-DT или DM-DTL | DM  | 901-912   | 24 вагона, 12 двухвагонных составов. Списаны в 1995 году.                                    |             |
| 5-я    | 1951      | DM-DT или DM-DTL | DTL | 701-706   | 24 вагона, 12 двухвагонных составов. Списаны в 1995 году.                                    |             |
| 5-я    | 1951      | DM-DT или DM-DTL | DT  | 801-806   | 24 вагона, 12 двухвагонных составов. Списаны в 1995 году.                                    |             |
| 6-я    | 1958      | DM-DT или DM-DTL | DM  | 913-928   | 32 вагона, 16 двухвагонных поездов. Списаны.                                                 |             |
| 6-я    | 1958      | DM-DT или DM-DTL | DTL | 707-714   | 32 вагона, 16 двухвагонных поездов. Списаны.                                                 |             |
| 6-я    | 1958      | DM-DT или DM-DTL | DT  | 807-814   | 32 вагона, 16 двухвагонных поездов. Списаны.                                                 |             |
| 7-я    | 1968-1969 | DM-DT или DM-DTL | DM  | 929-937   | 18 поездов, 8 двухвагонных поездов. Некоторые были сцеплены в пятивагонные составы. Списаны. |             |
| 7-я    | 1968-1969 | DM-DT или DM-DTL | DTL | 715-718   | 18 поездов, 8 двухвагонных поездов. Некоторые были сцеплены в пятивагонные составы. Списаны. |             |
| 7-я    | 1968-1969 | DM-DT или DM-DTL | DT  | 815-819   | 18 поездов, 8 двухвагонных поездов. Некоторые были сцеплены в пятивагонные составы. Списаны. |             |

### Третье поколение электропоездов
Современная линия ISAP эксплуатирует вагоны 8-й, 10-й и 11-й партии. Поезда 8-й партии (1983—1985) состояли из пятивагонных составов совместного производства MAN-Siemens-LEW. Поезда 9-й партии (1983—1985) были построены на заводе LEW в ГДР, списаны в 2003 году. Поезда 10-й партии (1994), аналогичны поездам 8-й партии, построены на заводе Hellenic Shipyards S.A. с использованием дизайна и комплектующих Simenes-MAN. Поезда 11-й партии (2002), оборудованы асинхронными тяговыми двигателями, построены на заводе Hellenic Shipyards S.A. с использованием дизайна и комплектующих ADtranz-Siemens.
| Партия | Год       | Конфигурация    | Тип | Нумерация | Комментарии | Изображение |
| ------ | --------- | --------------- | --- | --------- | --- | ----------- |
| 8-я    | 1983-1985 | DM-T-DM+DT-DM   | DM  | 101-145   | 75 вагонов производства MAN/Siemens в пятивагонных составах. |             |
| 8-я    | 1983-1985 | DM-T-DM+DT-DM   | T   | 201-215   | 75 вагонов производства MAN/Siemens в пятивагонных составах. |             |
| 8-я    | 1983-1985 | DM-T-DM+DT-DM   | DT  | 301-315   | 75 вагонов производства MAN/Siemens в пятивагонных составах. |             |
| 9th    | 1983-1985 | DM-M+M-DM       | DM  | 1101-1125 | 50 вагонов с алюминиевым кузовом, производства LEW (тип GIII). Эксплуатировались в четырёхвагонных, позже в шестивагонных составах (DM-M+M-DM+M-DM). Списаны.                                          |             |
| 9th    | 1983-1985 | DM-M+M-DM       | M   | 2201-2225 | 50 вагонов с алюминиевым кузовом, производства LEW (тип GIII). Эксплуатировались в четырёхвагонных, позже в шестивагонных составах (DM-M+M-DM+M-DM). Списаны.                                          |             |
| 10-я   | 1993-1995 | DM-T-DM+DT-DM   | DM  | 146-175   | 50 вагонов производства MAN-AEG/Siemens-Hellenic Shipyards в пятивагонных составах. |             |
| 10-я   | 1993-1995 | DM-T-DM+DT-DM   | T   | 216-225   | 50 вагонов производства MAN-AEG/Siemens-Hellenic Shipyards в пятивагонных составах. |             |
| 10-я   | 1993-1995 | DM-T-DM+DT-DM   | DT  | 316-325   | 50 вагонов производства MAN-AEG/Siemens-Hellenic Shipyards в пятивагонных составах. |             |
| 11-я   | 2000-2004 | DM-T-DM+DM-T-DM | DM  | 3101-3180 | 120 поездов, сцепленных в 20 шестивагонных составов. Производство ADtranz-Siemens-Hellenic Shipyards. Девять поездов были выведены из строя в результате теракта на станции Кифисья 2 марта 2009 года. |             |
| 11-я   | 2000-2004 | DM-T-DM+DM-T-DM | T   | 3201-3240 | 120 поездов, сцепленных в 20 шестивагонных составов. Производство ADtranz-Siemens-Hellenic Shipyards. Девять поездов были выведены из строя в результате теракта на станции Кифисья 2 марта 2009 года. |             |

## Перспективы развития на 2010—2017 год
К середине 2010 года планировался ввод в эксплуатацию двух новых станций: «Псалиди» — на перегоне между станциями «Ираклио» и «Ирини», станции «Илиссос» — на перегоне между станциями «Мосхато» и «Калитея». К 2011 году планировалось строительство подземной станции «Каминия» — перед конечной станцией «Пирей», с одновременным спуском под землю всего участка пути от станции «Пирей» до станции «Фалиро». Однако финансовый кризис сделал осуществление этих планов невозможным.
К 2017 году планировалось продление линии до действующей железнодорожной станции «Агйос Стефанос» в одноимённом районе Афин. Строительство планировалось в два этапа: на первом этапе линия будет продлена до национальной трассы Афины — Ламия, будет перенесена под землю нынешняя конечная станция «Кифисья» и построены станции «Афлитикос Омилос Кифисьяс», «Неа Эритрея», «Кастри» и «Эфники Одос». На втором этапе планировалось построить станции «Аникси» и «Агйос Стефанос»

## Режим работы
Первый и последний запланированный поезд
| От станции     | До станции | Первый поезд | Последний поезд |
| -------------- | ---------- | ------------ | --------------- |
| Пирей          | Кифисья    | 05:00        | 00:15           |
| Фалиро         | Кифисья    | 05:03        | 00:18           |
| Монастыраки    | Кифисья    | 05:16        | 00:31           |
| Омония         | Кифисья    | 04:49        | 00:34           |
| Аттики         | Кифисья    | 04:54        | 00:39           |
| Нерандзьотисса | Кифисья    | 05:13        | 00:58           |
| Кифисья        | Пирей      | 05:00        | 00:15           |
| Нерандзьотисса | Пирей      | 05:07        | 00:15           |
| Аттики         | Пирей      | 05:12        | 00:42           |
| Омония         | Пирей      | 05:17        | 00:47           |
| Монастыраки    | Пирей      | 05:19        | 01:02           |
| Фалиро         | Пирей      | 05:32        | 01:02           |

Последний поезд следующий до станции Омония
| От станции     | До станции | Время отправления |
| -------------- | ---------- | ----------------- |
| Пирей          | Омония     | 00:30             |
| Фалиро         | Омония     | 00:33             |
| Монастыраки    | Омония     | 00:46             |
| Кифисья        | Омония     | 00:30             |
| Нерандзьотисса | Омония     | 00:37             |
| Аттики         | Омония     | 00:57             |

## Оплата проезда
Стоимость билета составляет 1,2 €, билет действителен неограниченное число поездок в течение 70 минут с момента первого прохода на всех видах общественного транспорта, за исключением поездов «Аэропорт-Экспресс». Также имеется возможность приобрести билет стоимостью 4 €, со сроком действия 24 часа, недельный — стоимостью 14 € с неограниченным числом поездок на всех видах общественного транспорта, месячный — стоимостью 30 € и годовой стоимостью 300 €, на все виды транспорта.
За безбилетный проезд взимается штраф в 60-кратном размере стоимости билета.